# Masaaki Hatsumi
Masaaki Hatsumi (in giapponese 初見良昭?, Hatsumi Masaaki; Prefettura di Chiba, 2 dicembre 1931) è un attore e imprenditore giapponese.
È il fondatore dell'organizzazione di arti marziali Bujinkan, di cui è stato il gran maestro (Togakure-ryū sōke). Attualmente risiede a Noda nella prefettura di Chiba.

## Biografia
Dopo aver ottenuto il diploma di chiropratica ha approfondito lo studio del teatro tradizionale, delle arti, della pittura e della cultura giapponese.

### Arti marziali
Iniziò a studiare le basi di jūdō, kendō, karate e aikidō. Ha studiato arti marziali dal maestro Takamatsu apprendendo il taijutsu e, in seguito fonda l'organizzazione Bujinkan dove promuove lo stile di vita shinobi (ninja) e accoglie migliaia di appassionati da tutto il mondo. Ha scritto più di venti libri in lingua giapponese ed inglese sul ninjutsu, sul budō e sulla poesia. Ha realizzato numerosi video formativi sulle tradizioni dei ninja.

### Televisione
Nel 1988 ha preso parte alla serie televisiva Sekai Ninja Sen Jiraiya (in giapponese 世界忍者戦ジライヤ?, "Jiraiya della guerra mondiale dei ninja") dove ha interpretato il ruolo di Tetsuzan Yamaji, padre adottivo del protagonista Toha Yamaji e 34° gran maestro della scuola Togakure-ryū Ninpō, ruolo ricoperto fino al termine della serie nel 1989.
Questo ruolo gli permise di pubblicizzare il Bujinkan non solo in Giappone ma anche in altri paesi tra cui il Sud America dove appassionati della cultura Ninja e giapponese si avvicinarono a questa organizzazione. 

## Controversie
Nell'agosto del 1960, Masaaki Hatsumi dichiarò di aver studiato con Takashi Ueno dall'età di 24 a 29 anni. Hatsumi disse anche che a volte scriveva lettere all'insegnante di Ueno, Toshitsugu Takamatsu. Tuttavia, il certificato che Takamatsu consegnò a Hatsumi, che nominava Hatsumi 34ª Gran Maestro della "tradizione Togakure ryu Ninjutsu" è datato marzo 1958 e inoltre, non ci sono documenti o prove che facciano riferimento ai precedenti 33 detentori di questo titolo. Esistono tuttavia vecchi filmati in bianco e nero di Hatsumi e Takamatsu che si allenano insieme per un periodo di diversi anni. Takamatsu confermò che Hatsumi si era allenato con lui solo dal 1958. Nel novembre 1963, Hatsumi disse che si allenava col maestro Takamatsu una volta ogni tre mesi, ma solo nei fine settimana. Kiyoshi Watatani (editore della rivista Bugeicyo nel 1963), suggerì che il lignaggio di Masaaki Hatsumi non fosse coerente con le sue affermazioni, e quindi queste affermazioni erano solo l'idea di Hatsumi e che non aveva prove a sostegno di queste affermazioni. Una fonte riguardante la storia del ninjutsu è il Kakutogi No Rekishi (che elenca il Bujinkan Ryuha - l'organizzazione di Hatsumi) e menziona anche l'amico intimo di Hatsumi, Yumio Nawa. Nel 1972, Nawa confermò lo status storico della tradizione del 12º secolo del Togakure-ryu. Nel 1978, il Bugei Ryūha Daijiten disse del Takamatsu Togakure-ryu: "La genealogia del Togakure-ryu include abbellimenti, tradizioni scritte e documentazione della scuola che suggerirebbero che questi abbellimenti sono stati creati affinché la tradizione appaia più antica di quanto non sia in realtà." (Le versioni 1963 e 1969 del Bugei includono diciture simili).
In Shinobi no sengokushi (agosto 2004) Hatsumi ha affermato di essersi allenato sotto la tutela di Toshitsugu Takamatsu per 15 anni e di essere diventato un maestro di 9 singole scuole/sistemi tradizionali giapponesi all'età di 27 anni. In passato, Masaaki Hatsumi aveva scelto di non passare il sistema a un erede, ma ha recentemente ceduto la direzione di Togakure ryu all'attore Takumi Tsutsui nel 2020.

## Opere
- Masaaki Hatsumi, Unarmed Fighting Techniques of the Samurai (2008), Kodansha International, ISBN 978-4-7700-3059-7
- Masaaki Hatsumi, Japanese Sword Fighting (2006), Kodansha International, ISBN 978-4-7700-2198-4
- Masaaki Hatsumi, Advanced Stick Fighting (2005), Kodansha International, ISBN 978-4-7700-2996-6
- Masaaki Hatsumi, The Way of the Ninja (2004), Kodansha International, ISBN 978-4-7700-2805-1
- Masaaki Hatsumi, Quintin Chambers, Stick Fighting (1981), Kodansha International, ISBN 978-0-87011-475-5